# Polyarthra dolichoptera
Polyarthra dolichoptera är en hjuldjursart som beskrevs av Idelson 1925. Polyarthra dolichoptera ingår i släktet Polyarthra och familjen Synchaetidae. Det är osäkert om arten förekommer i Sverige. Utöver nominatformen finns också underarten P. d. brachyptera.